# Fernand J. Cheri

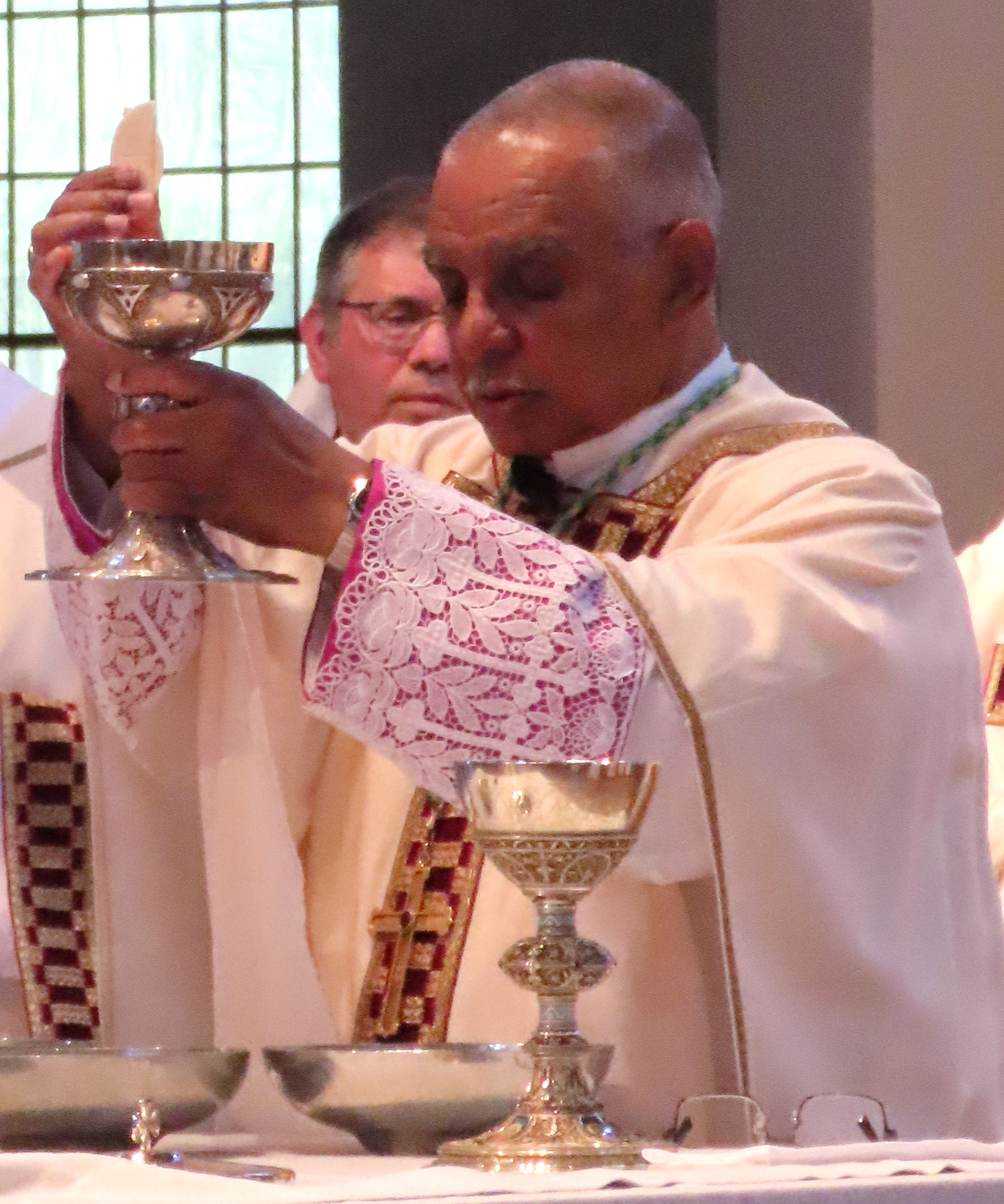
Fernand J. Cheri (April 2022)

Bischofswappen von Fernand J. Cheri

Fernand Joseph Cheri OFM (* 28. Januar 1952 in New Orleans, Louisiana; † 21. März 2023 ebenda) war ein US-amerikanischer römisch-katholischer Ordensgeistlicher und Weihbischof in New Orleans.

## Leben
Fernand J. Cheri besuchte die Epiphany Elementary School und das Saint John Vianney Preparatory Seminary in New Orleans. Er studierte von 1970 bis 1974 Philosophie am Priesterseminar Saint Joseph in Covington und von 1974 bis 1978 Katholische Theologie am Priesterseminar Notre Dame in New Orleans. Cheri wurde im Januar 1978 in der Pfarrkirche Epiphany in New Orleans zum Diakon geweiht und empfing am 20. Mai 1978 in der St. Louis Cathedral in New Orleans durch Erzbischof Philip Hannan das Sakrament der Priesterweihe für das Erzbistum New Orleans.
Cheri war zunächst als Pfarrvikar der Pfarrei Our Lady of Lourdes in New Orleans tätig, bevor er 1979 Pfarrvikar und 1984 Pfarradministrator der Pfarrei Saint Joseph the Worker in Marrero wurde. Von 1985 bis 1991 war er Pfarrer der Pfarrei Saint Francis de Sales in New Orleans und von 1990 bis 1991 zusätzlich Pfarradministrator der Pfarrei Saint Theresa of the Child Jesus. Er wirkte von 1991 bis 1992 als Gefängnisseelsorger in der Haftanstalt von Will County in Joliet.
Im Jahr 1992 trat Fernand J. Cheri nach einem besonderen Berufungserlebnis der Ordensgemeinschaft der Franziskaner in der Ordensprovinz Sacred Heart bei und absolvierte das Noviziat in Franklin. Am 14. August 1992 legte er die erste Profess ab. Von 1993 bis 1996 wirkte er als Kaplan und Lehrer an der Hales Franciscan High School in Chicago. Am 26. August 1996 legte Cheri die ewige Profess ab. Danach wurde er Pfarrer der Pfarrei Saint Vincent de Paul in Nashville. Daneben erwarb er 1997 am Institute for Black Catholic Studies der Xavier University of Louisiana in New Orleans mit einer Arbeit über afroamerikanische geistliche Musik einen Master im Fach Katholische Theologie. Zudem gehörte er von 1999 bis 2002 dem Provinzialrat an. Von 2002 bis 2008 unterrichtete Cheri an der Althoff Catholic High School in Belleville. Nachdem er von 2008 bis 2009 kurzzeitig das Office of Friar Life geleitet hatte, war er für die Berufungspastoral seiner Ordensgemeinschaft verantwortlich. Von 2010 bis 2011 war Cheri als Hochschulseelsorger an der Xavier University of Louisiana in New Orleans tätig und ab 2011 an der Quincy University in Quincy.
Papst Franziskus ernannte ihn am 12. Januar 2015 zum Weihbischof in New Orleans und zum Titularbischof von Membressa. Die Bischofsweihe spendete ihm der Erzbischof von New Orleans, Gregory Aymond, am 23. März desselben Jahres in der St. Louis Cathedral in New Orleans. Mitkonsekratoren waren der Erzbischof von Atlanta, Wilton Daniel Gregory, und der Bischof von Memphis, James Terry Steib SVD. Sein Wahlspruch God is my strength („Gott ist meine Stärke“) stammt aus Ps 28,7 . Zudem fungierte Cheri als Generalvikar des Erzbistums New Orleans. Außerdem war er Pfarradministrator der Pfarrei St. Peter Claver und Lehrer an der St. Augustine High School sowie erneut Hochschulseelsorger an der Xavier University of Louisiana. Ferner gehörte er dem Konsultorenkollegium des Erzbistums New Orleans an. Darüber hinaus engagierte er sich in der Berufungspastoral der Ordensprovinz St. Louis der Franziskaner, im African  Congress Board of Trustees sowie in der Archbishop James P. Lyke Foundation und in der Catholic Campus Ministry Association. Er war Mitglied der Knights of Peter Claver. In der US-amerikanischen Bischofskonferenz gehörte er der Unterkommission für die Catholic Campaign for Human Development an.
Fernand Cheri interessierte sich besonders für afroamerikanische geistliche Musik und Liturgie. So engagierte er sich als Leiter mehrerer Gospelchöre und baute ein Archiv für afroamerikanische geistliche Musik auf.
Cheri starb im März 2023 nach langer Krankheit im Pflegezentrum Chateau de Notre Dame in New Orleans. Er war seit mehreren Monaten wegen Nieren- und Herzproblemen in Behandlung. Cheri wurde in der St. Louis Cathedral in New Orleans beigesetzt.

## Schriften
- Joseph A. Brown, Fernand Cheri: Sweet, sweet spirit. Prayer services from the Black Catholic Church. St. Anthony Messenger Press, Cincinnati 2006, ISBN 978-0-86716-626-2.